# Rachel Gould
Pour les articles homonymes, voir Gould.
Rachel Gould est une chanteuse de jazz américaine, née le 25 juin 1953 à Camden dans le New Jersey.

## Biographie
Elle étudie le chant et le violoncelle à l'université de Boston.
Elle débute professionnellement au début des années 1970 et part bientôt en Europe où elle finit par s'installer. Elle vit aux Pays-Bas depuis 1991.
En 1979, elle enregistre avec Chet Baker et collabore avec de nombreux musiciens européens tels Riccardo Del Fra, Philip Catherine et Bert Joris entre autres.

## Discographie partielle
- 1979 : All Blues - avec Chet Baker (Bingow)
- 1989 : A Sip Of Your Touch - avec Riccardo Del Fra
- 2006 : No More Fire (BLV)